# 사이드카
사이드카(영어: sidecar)는 모터사이클나 자전거 등의 이륜차의 옆에 장착하는 차량을 말하며, 측차(側車)라고도 부른다.

## 역사
사륜자동차가 고가인 관계로 일반 대중에게 흔하지 않았을 때 모터사이클이나 자전거는 실용적이어서 손쉬운 발로서 사용되고 있었다. 그러나 큰 짐을 나르는 것에 적합하지 않았고, 또 안전하게 많은 사람이 탑승할 수도 없었다. 거기에서 모터사이클이나 자전거의 옆에 장착할 수 있는 사이드카가 고안되었다.
사이드카의 발상은 19세기 초두의 유럽(영국·프랑스)에서 비롯되었다. 당초 사이드카는 "스리 휠러(three wheeler)"라고도 불려 그 이름과 같이 현재의 트라이크에 상당하는 삼륜 모터사이클과 같은 것이 원형으로 편리성과 짐의 가반성 등을 모터사이클로 추구한 결과 현재 알려지는 형에 안착되었다.
그 후 중요한 존재로 떠오름에 따라 사이드카에 호화스러운 마차풍의 지붕부착 측차를 붙인 것이 등장하거나, 트럭 짐받이와 같은 것이나, 컨테이너를 쌓은 것, 가족으로 드라이브나 소풍을 가는 광경이나, 장사로 많은 짐을 운송하는 광경, 측차가 노천 포장마차가 되고 있는 물건 등이 일상화되고, 그 이용 형태가 다양하게 발전하였다.
제1차 세계대전부터 제2차 세계대전 초기에 사이드카의 성능은 정점에 달하고, 특히 나치 독일은 제1차 세계대전 패전 후, 베르사유 조약과 바이마르 공화국 체제의 영향으로 군용으로 가능한 차량생산에 규제가 있었기 때문에, 군용 사륜자동차가 만성적으로 부족했다. 그 사륜자동차의 수량부족을 보충하기 위해 생산 원가를 낮추고 3명의 병력을 수송할 수 있는 사이드카를 적극적으로 채용하고 정찰이나 병원수송에 다용하고, BMW R71형이나 BMW R75형, 첸다프 KS750형이라고 하는 후세에 이름을 남기는 몇 개의 명차를 낳았다. 소비에트 연방에서도 BMW를 복제한 IMZ-M72을 생산했다.
그러나 그 후 대량 생산할 수 있는 군용 사륜자동차가 등장하고 전쟁 후에는 그 생산기술이 민수에 전용되어서 저렴한 근대 사륜자동차가 일반대중시장에 나돌자 사이드카 수요는 대폭 줄어들었다.

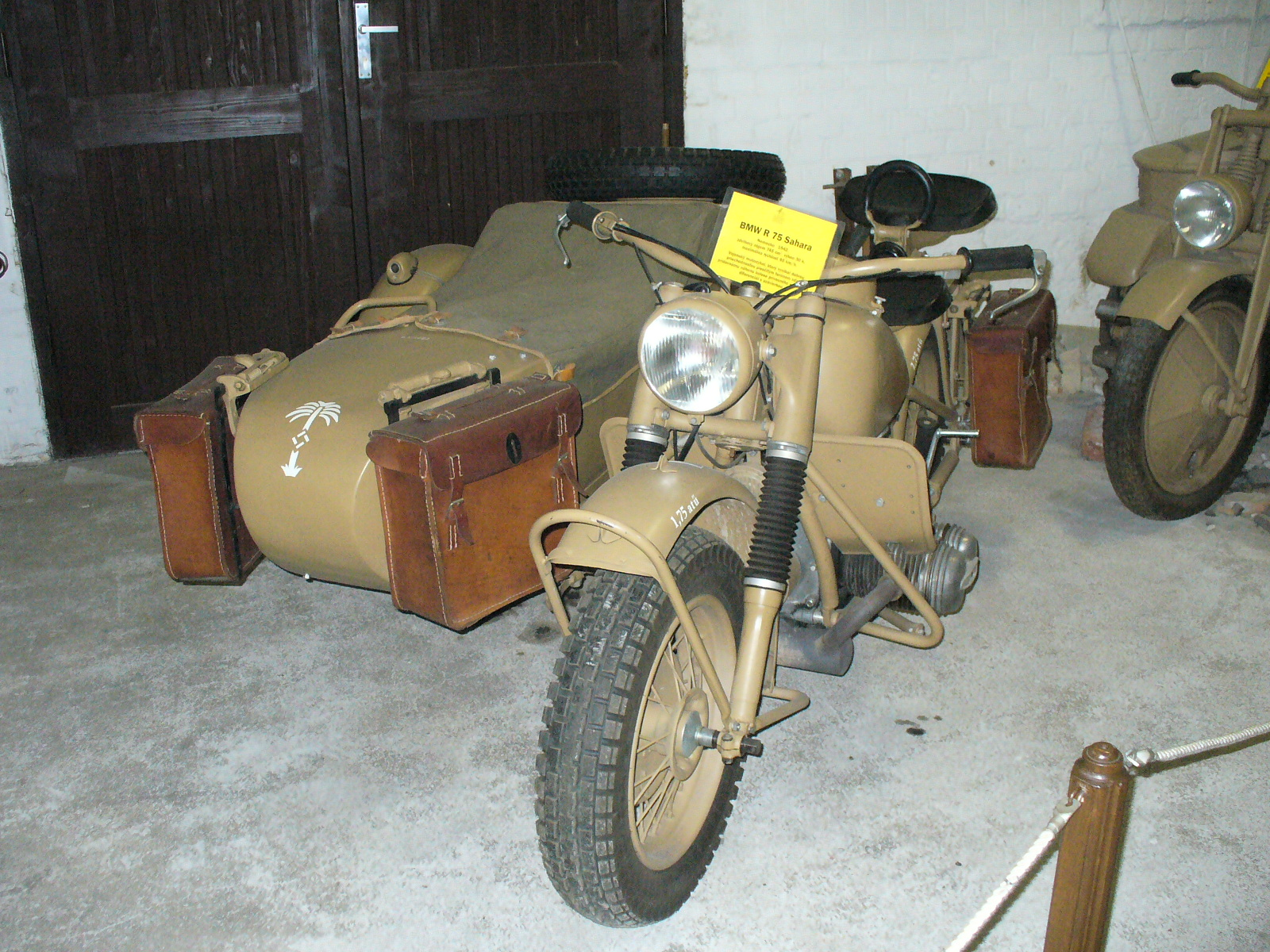
BMW R75
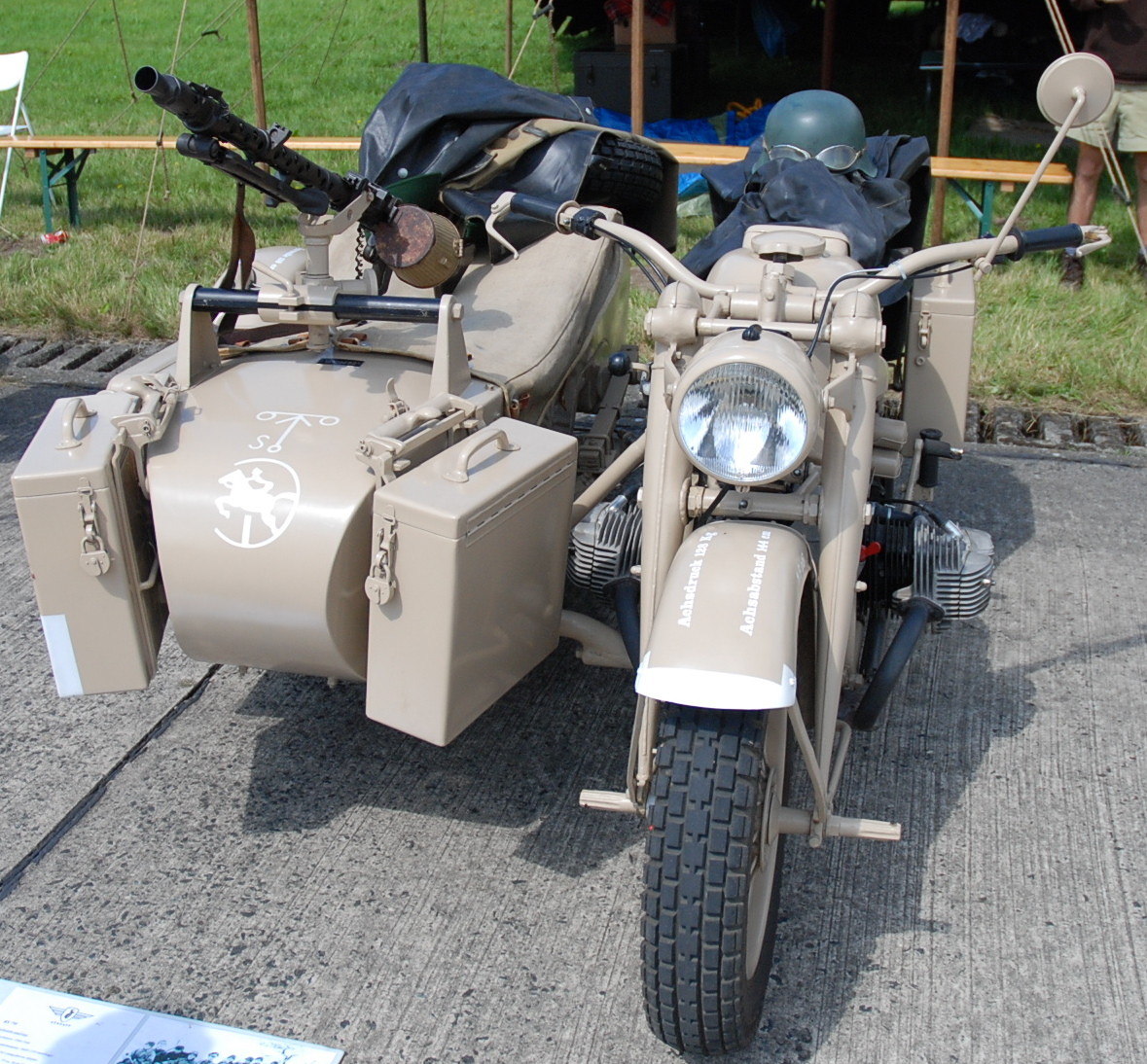
첸다프 KS750

## 실용적인 용도
사륜자동차가 고가이거나 정치적인 이유로 입수가 곤란한 일부 나라에서는 시민이 실용적인 교통수단으로 사이드카를 이용하고 있다. 필리핀에서는 사이드카를 이용한 택시도 운행되고 있다. 자세한 내용은 삼륜 택시 참조.
군대나 경찰조직 등에서는 사륜자동차보다도 작은 반경으로 회전할 수 있는 기동성과, 사이드카가 부착되지 않은 모터사이클보다도 높은 운반 성능이 착안되어 척후용이나 요인차량경호용 등으로 채용되는 예는 예부터 존재한다.

## 모터스포츠

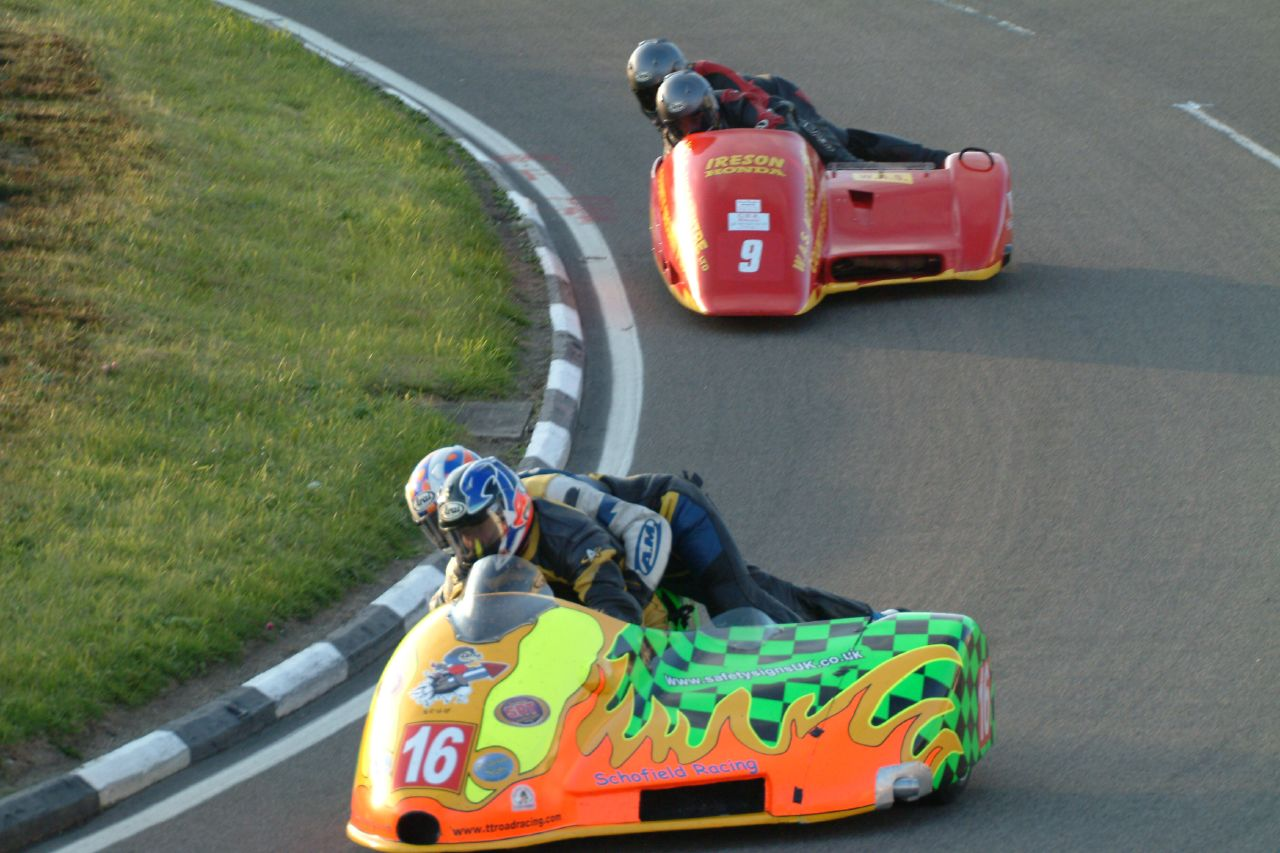
경주용 닐러 사이드카

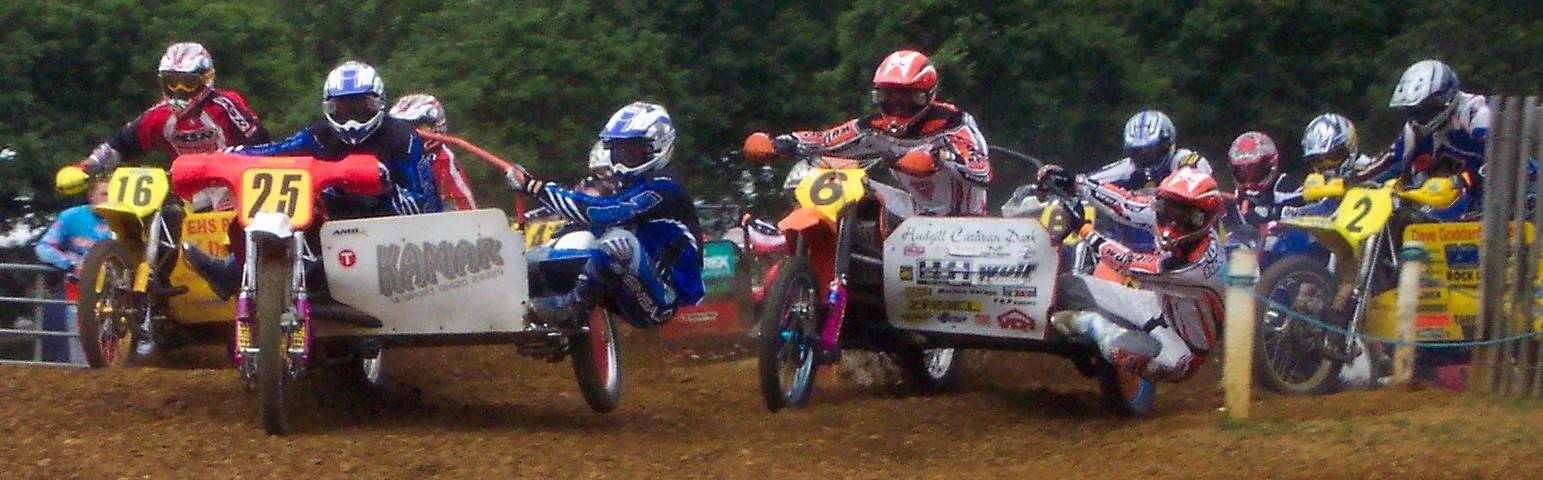
모터크로스용 사이드카

사이드카를 사용한 모터스포츠도 존재한다. 일반적으로 모터사이클의 조종자는 "라이더"라고 불리지만, 모터스포츠용 사이드카는 반드시 2인 승차로 경기를 진행하기 때문에 조종자를 "드라이버", 동승자를 "패신저"라고 구별해서 부르고, "라이더"의 호칭은 사용할 수 없다. 사이드카를 이용하는 모터스포츠에서는 코너링 즈음에 패신저의 체중 이동이 통과 속도에 크게 영향을 주고 드라이버와 패신저가 각각 높은 기술을 가지고 있는 것뿐만 아니라 2명의 호흡이 잘 맞고 있는 것이 경기의 좋은 성적에 직결한다.
로드 레이스에 상당하는 것은, 닐러라고 불리는 대단히 차량이 낮은 특수한 사이드카를 사용해서 행하여진다. 닐러는 모터사이클과 사이드카가 프레임이나 카울 등도 포함시켜서 일체에서 디자인된 것이 되고 있다. 통상의 모터사이클과는 다르고, 드라이버 및 패신저의 모두가 무릎으로 체중을 유지하는 것 같은 승차 자세를 취한다. 닐러의 유래는 영어로 무릎을 뜻하는 니(knee)이다.
모터크로스와 대등한 사이드카 모터크로스, 트라이얼과 대등한 사이드카 트라이얼이 있다. 본차는 닐러에 비해 모터사이클의 원형을 남기고 있다.

## 사진

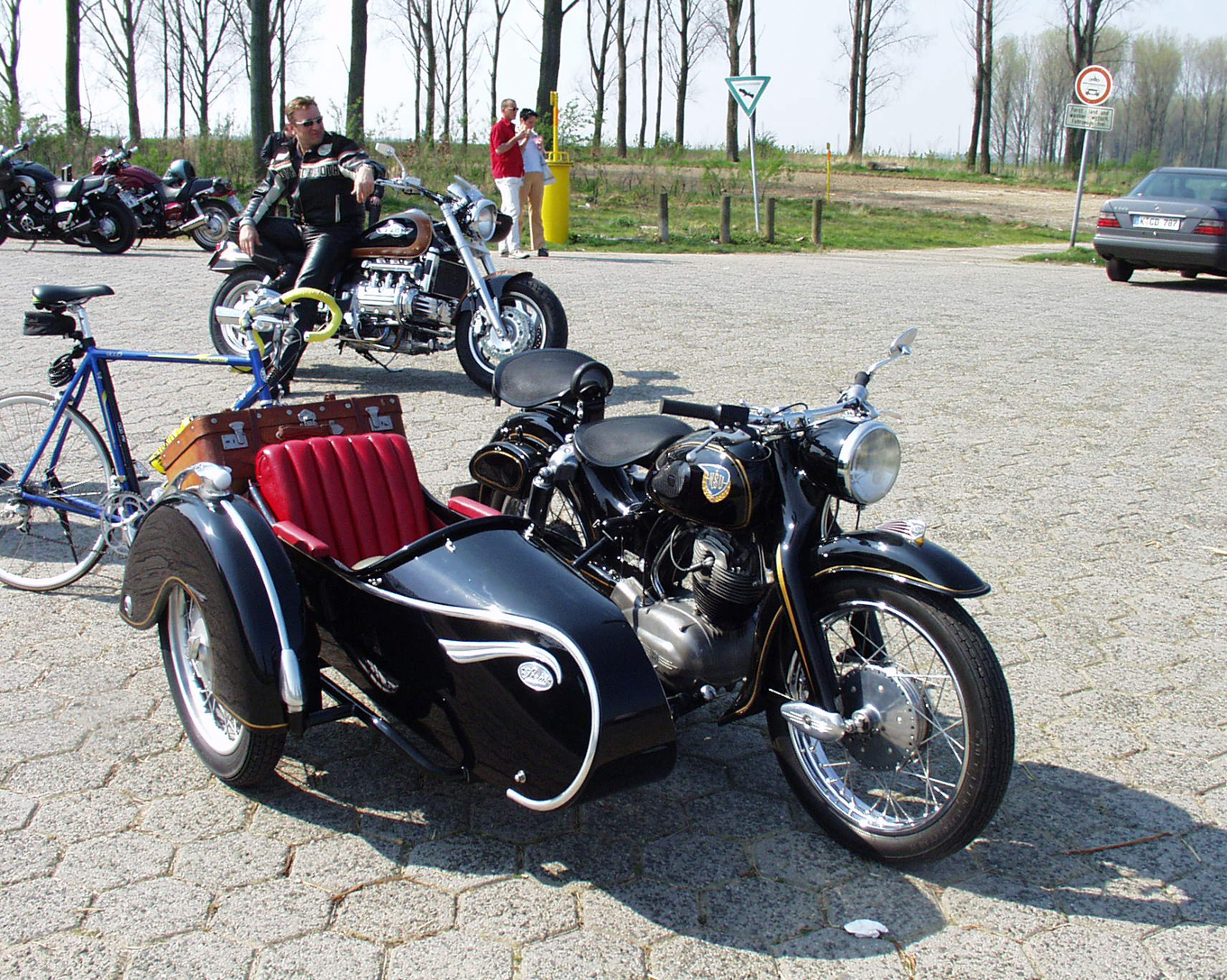
모터사이클은 "NSU Max"이며, 사이드카는 "바이와겐"제. 사이드카와 모터사이클로는 전통적인 조합 가운데의 하나.
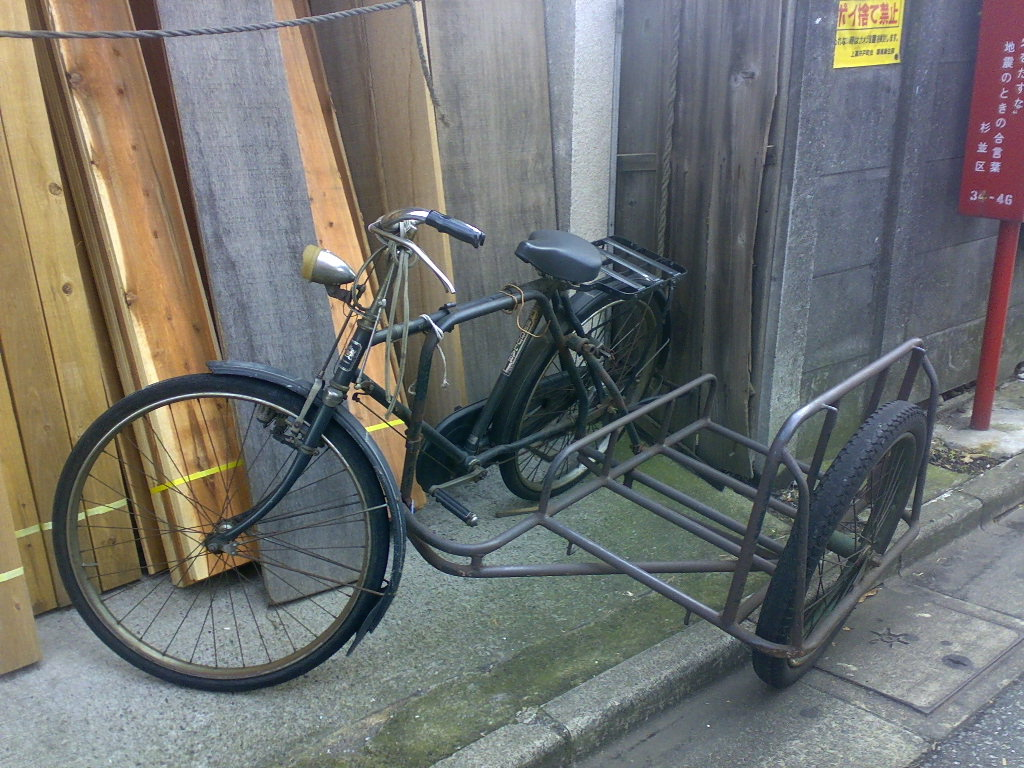
화물운반용 측차를 부착한 자전거